# Peringathur
Peringathur é uma vila no distrito de Kannur, no estado indiano de Kerala.

## Demografia
Segundo o censo de 2001, Peringathur tinha uma população de 42 079 habitantes. Os indivíduos do sexo masculino constituem 45% da população e os do sexo feminino 55%. Peringathur tem uma taxa de literacia de 80%, superior à média nacional de 59,5%: a literacia no sexo masculino é de 82% e no sexo feminino é de 79%. Em Peringathur, 12% da população está abaixo dos 6 anos de idade.